# Louis Maurick
Ludwig Johann Theodorus (Louis) Maurick (Nederland: Lochem, 11 april 1871 – Duitsland: Kassel, 24 april 1910) was een Nederlands heldentenor van Duitse komaf.
Hij was zoon van koopman/logementhouder Heinrich Maurick en Johanna Theodore Koenders. Hijzelf huwde in 1897 in Den Haag de Zwitserse Ida Güdel; het echtpaar kreeg in Dordrecht twee kinderen Louis Achille en Ida Isolde.
Hij groeide op in Dordrecht en ontving daar vermoedelijk ook zijn opleiding aan de Maatschappij tot Bevordering der Toonkunst alsmede aan het Amsterdams Conservatorium. In 1898 stond hij op het podium met zangtalenten Julia Culp en Thom Denijs, toen ook nog leerlingen van dat conservatorium. Bij een concert in Rotterdam schreef de pers, dat hij een aangenaam klinkende stem had, met een toekomst, mits voldoende geschoold. Minpunt was zijn zwakke uitspraak van de Duitse taal. 
Vervolgens was hij in de seizoenen 1901 tot 1903 verbonden aan bij het Amsterdamsch Lyrisch Toneel met als thuisbasis het Paleis voor Volksvlijt. Hij kwam toen ook in Amsterdam wonen met adressen aan de Derde Helmersstraat, Ceintuurbaan 360 en Sarphatipark 113. Hij zong in die seizoenen met onder andere met Cato Engelen-Sewing onder leiding van Albert Kwast (Faust) en Peter Raabe (Die Zauberflöte en Der Bettelstudent). Daarna volgde kortstondig een dienstverband bij de Nederlandse Opera van Cornelis van der Linden (rol Gerald in opera Lakmé). Hij trok (deels nog wonend in Amsterdam) naar Duitsland, alwaar hij deel uitmaakte van operagezelschappen in Lübeck (1902-1905), Neurenberg (1905-1908) en Kassel (1908-1910).